# Lucio Aurelio Cotta (console 119 a.C.)
Lucio Aurelio Cotta  (fl. II secolo a.C.) è stato un politico romano.

## Biografia
Cotta fu eletto console nel 119 a.C. con Lucio Cecilio Metello Dalmatico; propose in Senato che Caio Mario, allora tribuno della plebe, fosse chiamato per rispondere della lex Maria, da lui proposta e che voleva limitare l'influenza degli ottimati nelle votazioni dei comizi. Mario, presentatosi in Senato, invece di difendersi minacciò di arrestare Cotta se non avesse ritirato la sua mozione. L'altro console, che appoggiava Cotta, fu effettivamente arrestato e portato in prigione su ordine di Mario, anche perché nessuno raccolse gli appelli del console e perciò il Senato dovette prendere una posizione .
Secondo Appiano d'Alessandria  anche Cotta avrebbe preso parte con l'altro console Cecilio Metello alla guerra contro gli Illiri; non c'è però nessuna altra conferma di ciò, per cui è più probabile che Appiano abbia menzionato i due consoli solo per indicare l'anno e niente più.
Viene citato da Cicerone nel De natura deorum come difensore delle teorie scettiche.
Cotta ebbe una figlia, Aurelia Cotta, che fu la madre di Gaio Giulio Cesare.